# 金泰龍
金 泰龍（キム・テリョン、朝鮮語: 김태룡、1934年1月4日 - 2024年4月22日）は、大韓民国の政治家、実業家。第3代忠清南道議会議員、第12代韓国国会議員などを歴任した。

## 経歴
日本統治時代の忠清南道燕岐郡（現・世宗特別自治市）出身。大田高等学校、忠南大学校法学科卒、高麗大学校大学院修了。忠南大学校学生会会長、第3代忠清南道議会議員、忠南大学校講師、新民党野党性回復闘争委員会共同議長・スポークスマン・忠南第2地区党委員長、民推協常任運営委員、憲法改正特別委員、国会建設委員会幹事、新韓民主党スポークスマン、統一民主党スポークスマン、株式会社イルミ農水産代表理事会長、株式会社ヨンウォンタクシー社長、東邦グリーン総合建設代表理事会長、産業安全管理公団常任顧問、民主国民党代表最高委員、大韓民国憲政会理事を務めた。1985年の第12代総選挙では新韓民主党の候補として大田市中区選挙区から当選したが、1988年の第13代総選挙と1992年の第14代総選挙では落選した。また、6月民主抗争でも活躍し、民主党のスポークスマンとして1987年6月24日の全斗煥大統領と金泳三民主党総裁の与野党首脳会談に参加した。
2024年4月22日午後に死去。享年90。

## エピソード
李哲承最高代表の路線に反発する新民党の党員が結成した組織である新民党野党性回復闘争委員会共同議長を務めた時は金泳三の強硬闘争論を掲げた。1979年に緊急措置第9号違反の疑いで3回投獄された。
2021年の『時事ON』のインタビューでは1979年の朴正煕暗殺事件直前から2021年までの韓国の政治情勢について、金泳三との共闘と決別や、保守派が期待していた潘基文・尹錫悦に政権を担当する能力がないなど、さまざまな論評と秘話を披露した。